# Soňa Nováková
Pour les articles homonymes, voir Novakova.
Soňa Nováková est une joueuse de volley-ball et de beach-volley tchèque, née le 6 octobre 1975 à Olomouc. Elle mesure 1,86 m et joue au poste de passeuse. Elle a notamment été Championne d'Europe de beach-volley.

## Biographie
Avec sa compatriote Eva Celbová, elle est médaillée de bronze aux Championnats du monde de beach-volley en 2001 à Klagenfurt, championne d'Europe en 1996 et 1998, et médaillée de bronze européenne en 1997, 1999 et 2002.

## Clubs
| Club                     | De        | À         |
| ------------------------ | --------- | --------- |
| Kralovo Pole Brno        | 1999-2000 | 1999-2000 |
| Telekom Post Wien        | 2000-2001 | 2005-2006 |
| Iraklis Kifissia Athènes | 2007-2008 | 2008-2009 |
| VK Prostějov             | 2009-2010 | 2010-2011 |
| PVK Přerov               | 2011-2012 | 2011-2012 |
| VK Královo Pole          | 2014-2015 | 2014-2015 |
| SK UP Olomouc            | 2015-2016 | 2015-2016 |
| TJ Sokol Šternberk       | 2016-2017 | 2017-2018 |
| Volejbal Brno            | 2018-2019 | …         |

## Palmarès

### En volley-ball
- Championnat de République tchèque
  - Vainqueur :  2010.
  - Finaliste : 2016.
- Championnat d'Autriche
  - Vainqueur : 2005, 2006

### En beach-volley
- Jeux olympiques d'été
  - 9e à Sydney en 2000 avec Eva Celbová
  - 9e à Athènes en 2004 avec Eva Celbová

- Championnats du Monde de beach-volley
  -  Médaille de bronze en 2001 à Klagenfurt (Autriche) avec Eva Celbová

- Championnats d'Europe de beach-volley
  -  Médaille d'or en 1996 à Pescara (Italie) avec Eva Celbová
  -  Médaille d'or en 1998 à Rhodos (Grèce) avec Eva Celbová
  -  Médaille de bronze en 1997 à Riccione (Italie) avec Eva Celbová
  -  Médaille de bronze en 1999 à Palma de Mallorca (Espagne) avec Eva Celbová
  -  Médaille de bronze en 2002 à Bâle (Suisse) avec Eva Celbová